# Too Good to Lose
Too Good to Lose è un brano musicale della cantante inglese Rebecca Ferguson, pubblicato come singolo il 4 marzo 2012 dalle etichette discografiche Syco Music ed Epic Records. Too Good to Lose è il secondo singolo ad essere estratto dall'album di debutto di Rebecca, Heaven. Il singolo è stato scritto da Rebecca Ferguson e da Eg White; quest'ultimo ne è anche il produttore.
Il singolo è accompagnato da un video musicale, che è stato mostrato in anteprima sul canale VEVO di Rebecca Ferguson il 1º febbraio 2012. Il video, della lunghezza di tre minuti e trentuno secondi, è stato girato a Venice Beach, in California, e mostra la cantante che esibisce la canzone mentre indossa un abito rosso.

## Tracce
Download digitale
1. Too Good to Lose - 3:44
2. On & On - 3:53